# Китайський вуж
Китайський вуж (Achalinus) — рід неотруйних змій родини ксенодермових (Xenodermatidae). Має 28 видів.

## Опис
Загальна довжина представників цього роду коливається від 40 до 80 см. Голова вузька. Тулуб стрункий. Луска розташована непарними рядками з невеликими горбиками або шипиками. Забарвлення оливкове, коричневе, чорне з різними відтінками. Молоді особини забарвлені строкатіше.

## Спосіб життя
Полюбляють лісисту та гірську місцину, пагорби. Трапляються на висоті від 1200 до 2300 м над рівнем моря. Активні вночі. Харчуються земноводними та безхребетними.
Це яйцекладні змії.

## Розповсюдження
Мешкають на сході Китаю, Тайвані, в Японії, північному В'єтнамі.

## Види
- Achalinus ater Bourret, 1937
- Achalinus dabieshanensis Zhang et al., 2023[1]
- Achalinus damingensis Yang et al., 2023[2]
- Achalinus dehuaensis Li et al., 2021[3]
- Achalinus emilyae Ziegler et al., 2019[4]
- Achalinus formosanus Boulenger, 1908
- Achalinus hainanus Huang, 1975
- Achalinus huangjietangi Huang et al., 2021[5]
- Achalinus hunanensis Ma et al., 2023[6]
- Achalinus jinggangensis (Zong & Ma, 1983)
- Achalinus juliani Ziegler et al., 2019[4]
- Achalinus meiguensis Hu & Zhao, 1966
- Achalinus nanshanensis Li, Zhu, Xiao, Huang, Wu, Yang, Zhang et Mo, 2024
- Achalinus niger Maki, 1931
- Achalinus ningshanensis Yang et al., 2022[7]
- Achalinus panzhihuaensis Hou et al., 2021[8]
- Achalinus pingbianensis Li et al., 2020[9]
- Achalinus quangi Pham et al., 2023[10]
- Achalinus rufescens Boulenger, 1888
- Achalinus sheni Ma, Xu, Qi, Wang, Tang, Huang & Jiang, 2023
- Achalinus spinalis Peters, 1869
- Achalinus timi Ziegler et al., 2019[4]
- Achalinus tranganensis Luu et al., 2020[11]
- Achalinus vanhoensis Van Ha et al., 2022[12]
- Achalinus werneri Van Denburgh, 1912
- Achalinus yangdatongi Hou et al.[8], 2021
- Achalinus yunkaiensis Wang, Li & Wang, 2019
- Achalinus zugorum Miller et al., 2020[13] · [14] · [15]